# Дряново (Сярско)
 Тази статия е за заличеното село в Гърция.  За други значения на Дряново вижте Дряново (пояснение).  За други значение на Дреново вижте Дреново.
Дряново или Дреново (изписване до 1945 година: Дрѣново; на гръцки: Δράνοβο, Драново, катаревуса Δράνοβον, Драновон) е бивше село в Гърция, разположено на територията на дем Довища, област Централна Македония.

## География
Селото е било високо в южните склонове на планината Сминица (Меникио), североизточно от град Сяр (Серес) над село Везник (Агио Пневма). Южно от селото е манастирът „Свети Георги“.

## История

### Етимология
Според Йордан Н. Иванов говорът на селото е екав и затова жителското име е дрѐновѐнин, дрѐновѐнка, дрѐновѐне.

### В Османската империя
През XIX век Дряново е малко българско село, числящо се към Сярската кааза на Отоманската империя. В „Етнография на вилаетите Адрианопол, Монастир и Салоника“, издадена в Константинопол в 1878 година и отразяваща статистиката на населението от 1873 година, Дреново (Drénovo) е посочено като село с 64 домакинства, като жителите му са 220 българи.
В 1889 година Стефан Веркович (Топографическо-этнографическій очеркъ Македоніи) отбелязва Дряново като село със 71 български къщи.
В 1891 година Георги Стрезов определя селото като част от Сармусакликол и пише:
| „ | Дряново, село на Боздаг, на разстояние повече от 1 час на И от Карликьой. Същото местоположение, както и в това село, от което се разделя с дълбоко трапище. Поминъкът на селяните съставя гроздето и продаването сняг. Бедност извън мярка. Пътят е твърде лош и стръмен. 25 къщи, 200 жители, само българе; има и църква, в която се чете по гръцки. | “ |

Според Васил Кънчов („Македония. Етнография и статистика“) към 1900 година Дрѣново (Дряново) брои 340 жители българи и 20 черкези. Според Христо Силянов след Илинденското въстание в 1904 година цялото село минава под върховенството на Българската екзархия. По данни на секретаря на Екзархията Димитър Мишев („La Macédoine et sa Population Chrétienne“) в 1905 година населението на Дряново (Drianovo) се състои от 640 жители българи екзархисти и 216 българи патриаршисти гъркомани и в селото работи българско начално училище.
През юли 1907 година нивите на Дряново са изгорени от четата на гръцкия андартски капитан Андреас Макулис. В това време Дряновски и Мъкленски войвода на ВМОРО е Димитър Михайлов.
Дряново е посетено в 1909 година от училищния инспектор на Солунската епархия Константин Георгиев, който пише, че селото има 78 къщи. Основният поминък на жителите е отглеждането на тютюн, а също така и скотовъдството. След Илинденско-Преображенското въстание селото е подложено на тормоз от гърците от околните села и турските власти, като няколко българи са убити. В Дряново има две църкви. Българското училище представлява двуетажна каменна сграда. Учителят в селото е Н. Антонов, който преподава на четирите отделения и се ползва от одобрението на селяните. Учениците са 37, от които 32 момчета и 5 момичета.

### В Гърция
През Балканската война селото е освободено от османска власт през октомври 1912 година от части на Българската армия. По време на Междусъюзническата война в същата година е завладяно от гръцки части и след войната остава в Гърция.

## Личности
Родени в Дряново
- Стоян Попов (1898 – 1969), български комунист